# Книн
Книн (хорв. Knin) — город в Хорватии, в центральной части страны. Второй по величине город в Шибенско-Книнской жупании после Шибеника. Население — 10 633 человек (на 2011 год).
Книн был одним из крупнейших и важнейших городов древнего хорватского королевства. В 1991—1995 годах был столицей самопровозглашённой республики Сербская Краина.

## Общие сведения
Книн расположен в гористом районе у подножия Динарского нагорья. К югу в 25 километрах расположен Дрниш, в 50 — Шибеник. В 70 километрах к западу находится Задар, в 70 километрах к юго-востоку — Синь. В 35 километрах к северу — граница с Боснией и Герцеговиной, проходящая здесь по Динарскому хребту.
Через Книн протекает река Крка в своём верхнем течении. Сразу за городом её долина входит на территорию национального парка Крка.
Книн — важнейший транспортный узел, имеющий большое значение в сообщении между адриатической и континтальной частью страны. Здесь пересекаются железные дороги Загреб — Карловац — Госпич — Книн — Сплит и Бихач — Книн — Задар. Автомобильные дороги ведут в Задар, Синь, Шибеник, а также в Боснию и на север страны в сторону столицы.

## Климат
Среднегодовая температура составляет 13,02 °C. Среднегодовое количество осадков — 924 мм.

## История

### С древности
Территория вокруг Книна была населена с доисторических времён, в период Римской империи здесь были построены несколько укреплённых поселений, римский город Бурнум находился в 18 километрах от современного Книна. В VII веке сюда пришли славянские племена. Книн был одним из крупнейших и важнейших городов древнего хорватского королевства. В 1040 году здесь была основана епархия, территория которой простиралась от Адриатического моря до Дравы. Книнский епископ, как правило, был одной из главных фигур хорватской церковной иерархии. В 1078 году здесь был построен кафедральный собор, впоследствии многократно перестраивавшийся. Дмитар Звонимир сделал Книн своей резиденцией, а последний король независимого хорватского государства Петар Свачич сделал Книн постоянной столицей страны. Отсюда он отправился в сторону горы Гвозд, где потерпел в 1097 году решающее поражение в битве с венгерскими войсками, что привело к гибели хорватского королевства.
Стратегически важное положение Книна привело к тому, что с древних времён его называли «Ключ к Хорватии». На горе Спас, возвышающейся над городом, ещё в X веке была построена крепость, впоследствии неоднократно перестраивавшаяся и расширявшаяся.

### XV—XX века
В 1522 году Книн был завоёван турками, что вызвало массовый исход хорватского населения из региона. Территория, сильно обезлюдевшая в ходе войн, постепенно заселялась беженцами из занятых турками земель, главным образом, сербами, что привело к демографическому сдвигу — на исторических хорватских землях сербы стали составлять большинство населения. В 1688 году Книн был взят войсками Венецианской республики, в 1708 году в городе был построен францисканский монастырь. В 1797 году Книн перешёл под власть Габсбургов. Во время австрийского владычества город сильно вырос, Книнская крепость была расширена и перестроена. После первой мировой войны Книн стал частью Королевства сербов, хорватов и словенцев, позднее Югославии.

### Война в бывшей Югославии

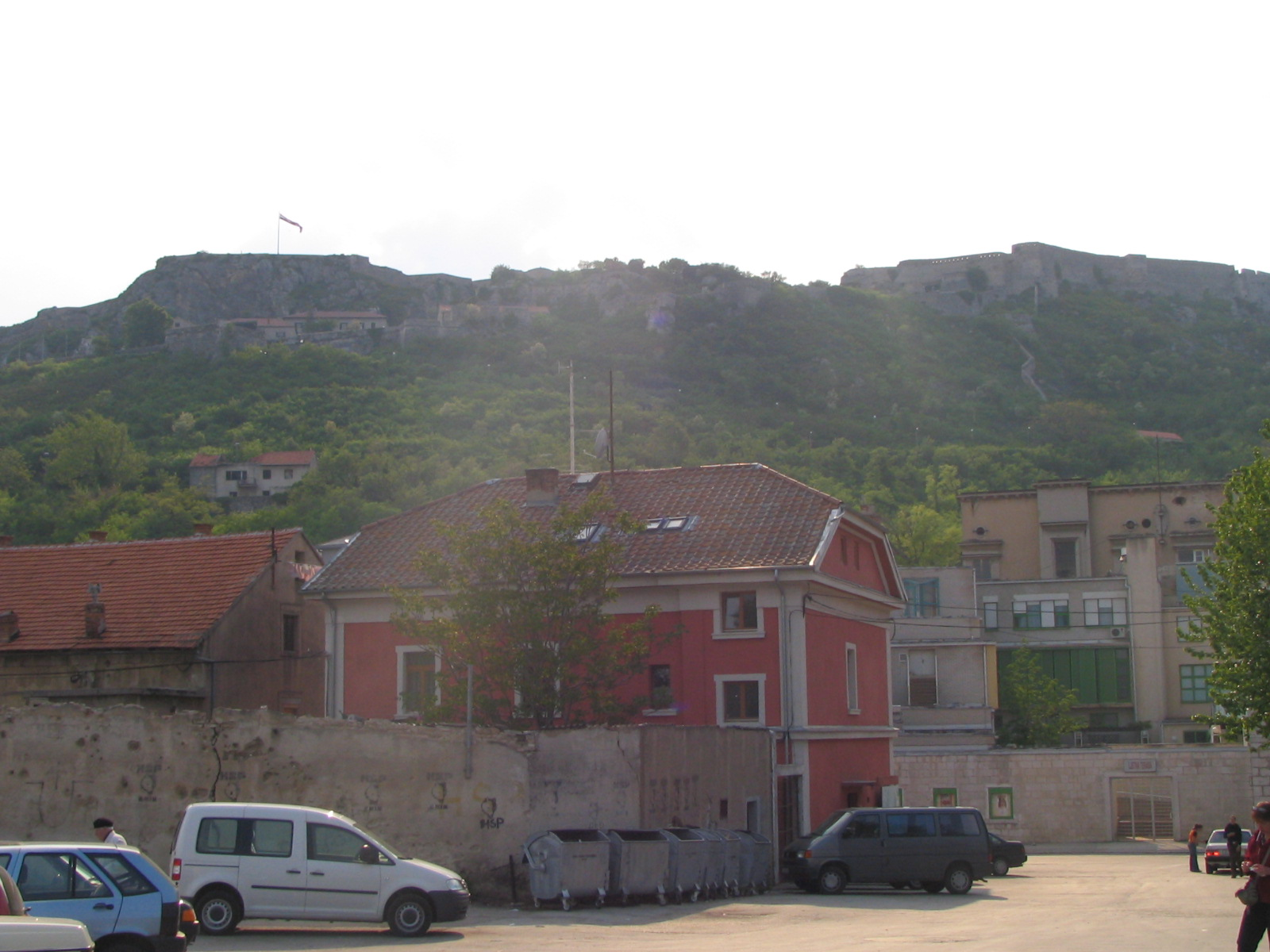
Крепость

Ещё один трагический период в истории города начался в 1991 году. Книн был провозглашён столицей Республики Сербская Краина, объявившей о независимости от Хорватии, которая, в свою очередь, отделилась от Югославии. Город был занят хорватской армией 5 августа 1995 года в ходе операции «Буря», это сопровождалось жертвами среди гражданских сербов и массовым исходом сербского населения. Уже после операции близ Книна произошла казнь оставшихся сербов. В ознаменование победы 5 августа ежегодно празднуется в Хорватии как День победы и благодарности отчизне. 6 августа первый президент Хорватии Франьо Туджман провозгласил в Книне восстановление территориальной целостности страны, а над древней книнской крепостью был поднят хорватский флаг. В ходе военных действий город сильно пострадал, большое количество зданий было разрушено.
В настоящее время восстановление города практически завершено, хотя в окрестностях города до сих пор остались невосстановленные деревни и неразминированные участки.

## Демография
До начала войны сербы составляли 79 % населения, хорваты — 19 %. По данным переписи 2011 года, в городе проживало 15407 чел. Хорваты составляют 75,3 % населения Книна, сербы — 23 %. Современное хорватское население Книна состоит как из проживавших здесь до войны хорватов, так и из хорватских беженцев из сербских и мусульманских районов Боснии.
| 1857 | 1869 | 1880 | 1890 | 1900 | 1910 | 1921 | 1948 | 1953 | 1961 | 1971 | 1981   | 1991   | 2001   | 2011   |
| ---- | ---- | ---- | ---- | ---- | ---- | ---- | ---- | ---- | ---- | ---- | ------ | ------ | ------ | ------ |
| 1039 | 1018 | 1271 | 1270 | 1302 | 1270 | 1600 | 2763 | 3543 | 5116 | 7300 | 10 933 | 12 331 | 11 128 | 10 633 |

## Достопримечательности

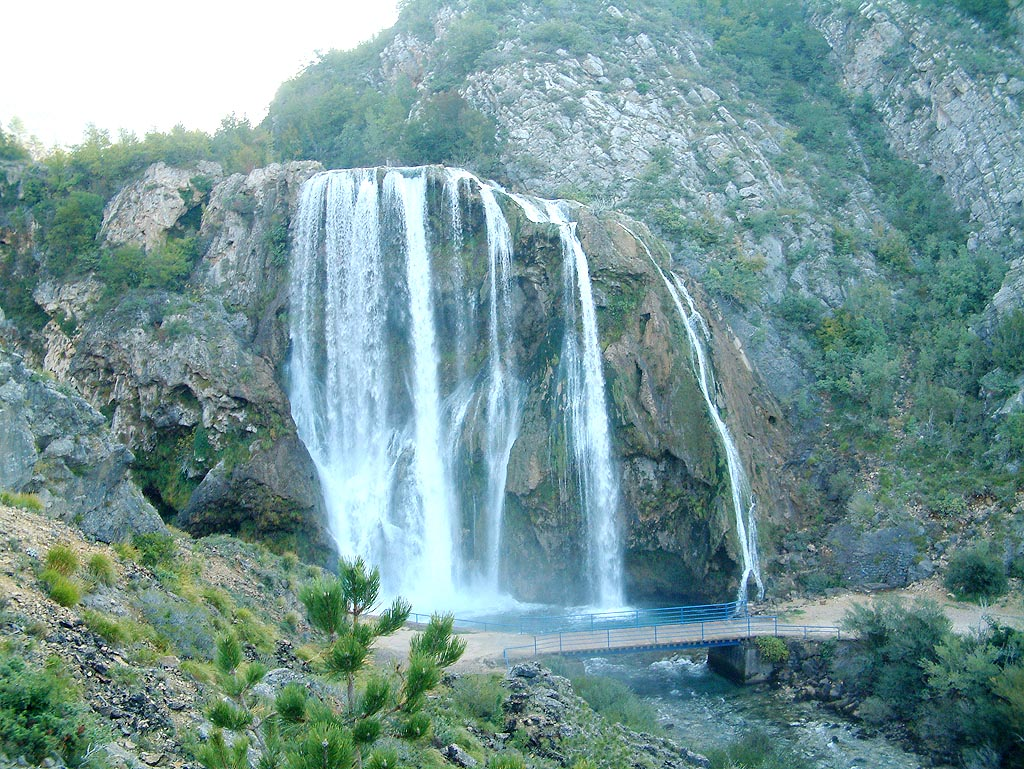
Водопад Крчич

- Крепость на горе Спас. Укреплённый форт на вершине горы, игравший важную роль в средневековой истории Хорватии. Крепость построена в X веке, многократно перестраивалась, в своём нынешнем виде создана в XVIII веке. Размеры крепости 470 на 110 метров.
- Развалины Бурнума. Римский город Бурнум располагался неподалёку от Книна. Сохранились развалины амфитеатра, некоторых строений.
- Францисканский монастырь св. Анте.
- Сербская православная церковь Покрова Богородицы.
- река Крка и водопады. Выше Книна на Крке находится водопад Крчич, прекрасно видный из города. Ниже Книна — череда водопадов в черте Национального парка Крка.